# Амфибия (мультсериал)
«Амфибия» (англ. Amphibia) — американский анимационный мультсериал, созданный студией «Disney Television Animation». Премьера мультсериала состоялась 17 июня 2019 года на Disney Channel. 15 мая 2019 года мультсериал был сразу же продлён на второй сезон. 14 июня на YouTube и DisneyNOW вышла первая серия, показавшая всю атмосферу мультсериала. 18 июля завершился первый сезон. Сериал был продлён на третий сезон.
Одна из особенностей данного мультсериала — это скрытые загадки, по использованию из других мультсериалов, таких как «Гравити Фолз» и многих других мультсериалов Disney.

## Сюжет
Мультсериал повествует о приключениях 13-летней девочки по имени Энни Бунчой (Бренда Сонг). После кражи таинственной шкатулки из сэконд-хэнда, она открывая шкатулку переносится вместе с подругами Сашей (Анна Акана) и Марси (Хейли Тджу) в Амфибию — дикое место, населённое говорящими лягушками. Её приютила семья Плантеров, состоящая из азартного юного лягушонка Прутика (Джастин Фелбингер), его младшей сестры — непредсказуемой Полли (Аманда Лейтон) и их дедушки — заботливого и консервативного Прыг скока (Билл Фармер). Со своей новой семьёй Энни учится героизму и настоящей дружбе, пытаясь найти подруг и вернуться домой. Тем временем Саша попадает к капитану Гриму (Трой Бейкер), предводителю Жабьей Башни, который стремится захватить Лягушачью долину.
Во втором сезоне Энни и Плантеры отправляются в поездку в столицу Амфибии, Тритонию, чтобы узнать секреты шкатулки и найти способ доставить Энни домой. Там Энни воссоединяется с Марси, которая предлагает помочь восстановить силу шкатулки через серию древних испытаний, не подозревая, что правитель Амфибии, король Андриас (Кит Дэвид) тайно имеет свои собственные планы на них. Тем временем Саша и Грим замышляют вторгнуться в Тритонию свергнуть Андриаса, позволив жабам править всей Амфибией.
В третьем сезоне Энни и Плантеры переносятся в дом Энни в пригороде Восточного Лос-Анджелеса. Теперь Энни должна помочь семье лягушек приспособиться к человеческому миру и сохранить их личность в секрете, пока она ищет способ вернуться в Амфибию и остановить вторжение Андриаса. Когда они возвращаются, они узнают, что Саша и Грим основали армию сопротивления в Жабьем бору и помогают им в их борьбе против Андриаса, который поместил своего хозяина, известного как Ядро, в тело Марси.

## Персонажи

### Главные герои
- Энни Бунчой (англ. «Anne Boonchuy») — тайская девочка, главная героиня мультсериала. Энн, открыв украденную шкатулку, переносится в новый, неизвестный и полный опасностей мир, в котором помимо обычных лягушек, проживают страшные и свирепые монстры. На болоте Энн находит нового друга, Прутика Плантера, с которым они вместе начинают свой новый путь приключений.
- Прутик Плантер  (англ. «Sprig Plantar») — лягушонок розового цвета, внук Попрыгунчика Плантера. Предприимчив и любопытен. Не имея ответственности, всегда пытается влезть в передрягу и найти приключения. Имеет родную сестру, Полли Плантар. Вместе с Энни Бунчой, Прутик начинает новую жизнь в своём мире.
- Попрыгунчик Плантер (англ. «Hop Pop Plantar») — лягушка оранжевого цвета, дедушка Полли и Сприга Плантаров. Чрезмерно заботится о своём внуке и своей внучке, оберегая их от опасностей. В 1 серии 1 сезона Хоп-Поп сказал, что Полли более ответственна, чем Сприг, и что на неё можно положиться.
- Полли Плантер (англ. «Polly Plantar») — головастик фиолетового цвета, внучка Попрыгунчика Плантера. С первого взгляда кажется обычной маленькой девочкой, но на самом деле она серьёзная и ответственная. Готова защитить своего брата в любой ситуации. Любит сражаться и не может устоять перед конфетами.

### Второстепенные персонажи
Обитатели Вартвуда
- Мэр Поганка (англ. «Mayor Toadstool») — нечистый на руку жаб, занимающий пост мэра в Жабьем Бору.
  - Жаблик (англ. «Toadie») — верный помощник мэра Поганки.
- Одноглазый Уолли (англ. «One-Eyed Wally») — местный городской бродяга.
- Сэди Квакша (англ. «Sadie Croaker») — старушка, хозяйка молочной фермы.
- Фелисия Росянка (англ. «Felicia Sundew») — хозяйка чайной лавки «У Фелисии», в которой она продаёт плюшки из навозных жуков и чай. Фелисия — мама Айви и дочь Сильвии.
- Сильвия Росянка (англ. «Sylvia Sundew») — мама Фелисии, бабушка Айви и возлюбленная Хоп-Попа.
- Айви Росянка (англ. «Ivy Sundew») — дочка Фелисии, внучка Сильвии и девушка Сприга.
- Леопольд Плотник (англ. «Leopold Loggle») — аксолотль, городской плотник.
- Альбус Ряска (англ. «Albus Duckweed») — тритон, церемониймейстер и ресторанный критик.
- Коротышка (англ. «Stumpy») — повар и хозяин закусочной «У Коротышки».
- Мистер Мучка (англ. «Mr. Flour») — пекарь и хозяин пекарни «Мучка и дочери», а также папа Мэдди.
- Мэдди Мучка (англ. «Maddie Flour») — дочка мистера Мучки и бывшая девушка Сприга.
- Квентин (англ. «Quentin») — кассир и смотритель лавки «Хвать и прыг».
- Волглый Джо (англ. «Soggy Joe») — матёрый специалист по выживанию в диких условиях.
- Бэсси (англ. «Bessie») — семейная улитка-повозка Плантеров.
- Лиф (англ. «Leaf») — основательница семьи Плантеров, бывшая подруга Андриаса.

Обитатели Жабьей Башни и Тритонии
- Грим (англ. «Grime») — злобный одноглазый жаб, капитан Жабьей Башни и главный антагонист 1-го сезона мультсериала. Его цель — стать правителем всей Амфибии.
- Саша Уэйбрайт (англ. «Sasha Waybright») — одна из лучших подруг Энни на Земле. В 1 серии 1 сезона переместилась в мир Амфибии вместе с Энн, попав в тюрьму к местным бандитам. В 3-м сезоне организовала сопротивление Андриасу.
- Капитан Беатрикс — капитан Западной Жабой Башни и сестра Грима.
- Капитан Альдо — капитан Северной Жабой Башни.
- Капитан Буфо — капитан Восточной Жабой Башни.
- Зыбун (англ. «Bog») — беспощадный жаб-солдат с огромным молотом.
- Топь (англ. «Fens») — свирепая жаба-солдат, владеющая канабо.
- Омут (англ. «Mire») — молчаливый жаб-солдат, почти всегда выступающий с закрытым забралом своего жабообразного шлема.
- Перси (англ. «Percy») — дружелюбный жаб-солдат, грезящий стать шутом.
- Брэддок (англ. «Braddock») — общительная жаба-солдат, которая хочет посвятить себя садоводчеству.
- Марси Ву (англ. Marcy Wu) — одна из лучших друзей Энн и Саши, именно она обнаружила магическую шкатулку. Марси, как Энн и Саша, перенеслась в Амфибию, прямо в центральный город Тритония, где она была сначала жуликом, оружейником и в конце концов, стала главным рейнджером Тритонской рыцарской гвардии. В 3-м сезоне стала носителем Ядра.
- Король Андриас Левиафан — главный антагонист начиная со второго сезона
- Леди Оливия
- Генерал Юнна (англ. «General Yunan») — самый молодой тритон, достигший звания генерала в великой армии Тритонии.
- Воробей Джо — Транспортное средство Марси
- Король Олдрич Левиафан (англ. King Aldritch Leviathan) — отец Андриаса и предыдущий король Амфибии. Безжалостен и полон решимости продолжить вторжение на Землю. Выясняется, что сознание Олдрича содержался в Ядре.

## Список серий

### Сезон 1 (2019)
| № общий | № в сезоне | Название                                          | Режиссёр                              | Автор сценария                                      | Дата премьеры в США |
| --- | ---------- | ------------------------------------------------- | ------------------------------------- | --------------------------------------------------- | ------------------- |
| 1a | 1a         | «Anne or Beast?» «Энни или чудовище»              | Берт Ян                               | Мэтт Брэйли, Джек Феррайоло                         | 17 июня 2019        |
| Сприг пытается поймать таинственного зверя, чтобы доказать, что он может быть ответственным.                                                                                 |            |                                                   |                                       |                                                     |                     |
| 1б | 1б         | «Best Fronds» «Испытание дружбой»                 | Дерек Кирк Ким                        | Мэтт Брэйли, Джек Феррайоло                         | 17 июня 2019        |
| Чтобы Энн меньше скучала по дому, Сприг решает вместе пойти на озеро. |            |                                                   |                                       |                                                     |                     |
| 2a | 2a         | «Crazy Crane» «Погоня за тростью»                 | Дерек Кирк Ким                        | Адам Колас                                          | 18 июня 2019        |
| Когда Энн ломает любимую трость Хоп Попа, она вместе с друзьями хочет заменить её.                                                                                           |            |                                                   |                                       |                                                     |                     |
| 2б | 2б         | «Flood, Sweat and Tears» «Потоп, пот и слёзы»     | Дерек Кирк Ким                        | Глория Шен                                          | 18 июня 2019        |
| Пока спальня Энн затоплена, Энн вынуждена ночевать вместе со Спригом в его комнате.                                                                                          |            |                                                   |                                       |                                                     |                     |
| 3a | 3a         | «Hop Luck» «Кулинарный конкурс»                   | Берт Ян                               | Мэтт Брэйли, Джек Феррайоло                         | 19 июня 2019        |
| Энн хочет сделать пиццу для деревенского конкурса кулинарии. |            |                                                   |                                       |                                                     |                     |
| 3б | 3б         | «Stakeout» «Засада»                               | Берт Ян                               | Мишель Кэвин                                        | 19 июня 2019        |
| Сприг хочет, чтобы Энн и Хоп Поп подружились, поэтому он отправляет их в дозор.                                                                                              |            |                                                   |                                       |                                                     |                     |
| 4a | 4a         | «The Domino Effect» «Эффект домино»               | Дерек Кирк Ким                        | Глория Шен                                          | 20 июня 2019        |
| Энн хочет держать котусеницу в качестве домашнего животного, но ей придётся сохранить её в секрете от Хоп Попа.                                                              |            |                                                   |                                       |                                                     |                     |
| 4б | 4б         | «Taking Charge» «Кто в ответе?»                   | Берт Ян                               | Мэтт Брэйли, Джек Феррайоло                         | 20 июня 2019        |
| После того, как один из Плентеров тайно исчерпывает заряд на телефоне Энн, семья отправляется на миссию, чтобы попытаться зарядить его.                                      |            |                                                   |                                       |                                                     |                     |
| 5a | 5a         | «Anne Theft Auto» «Гонки на улитках»              | Дерек Кирк Ким                        | Джастин Чарльбойз                                   | 24 июня 2019        |
| В попытке научиться водить семейную повозку-улитку, Энн и Сприг берут её на прогулку.                                                                                        |            |                                                   |                                       |                                                     |                     |
| 5б | 5б         | «Brakeout Star» «Королева бородавок»              | Дерек Кирк Ким                        | Глория Шен                                          | 24 июня 2019        |
| Когда Энн покрывается прыщами, она становится знаменитостью в Кочкарнике. |            |                                                   |                                       |                                                     |                     |
| 6a | 6a         | «Sprig Vs. Hop Pop» «Прутик против Попрыгунчика»  | Берт Ян                               | Адам Колас                                          | 25 июня 2019        |
| Недовольный тем, как работает ферма Плентеров, Сприг решает свергнуть Хоп Попа, но это приводит к разрушению фермы.                                                          |            |                                                   |                                       |                                                     |                     |
| 6б | 6б         | «Girl Time» «Девичник»                            | Берт Ян                               | Мишель Кэвин                                        | 25 июня 2019        |
| Энн планирует провести с Полли весело время, независимо от того, хочет она этого или нет.                                                                                    |            |                                                   |                                       |                                                     |                     |
| 7a | 7a         | «Dating Season» «Время любить»                    | Берт Ян                               | Адам Колас                                          | 26 июня 2019        |
| Энн и Хоп Поп узнают, что Спригу нравится Айви Росянка, поэтому они пытаются их соединить.                                                                                   |            |                                                   |                                       |                                                     |                     |
| 7б | 7б         | «Anne Vs. Wild» «Энни на природе»                 | Дерек Кирк Ким                        | Дженава Май                                         | 26 июня 2019        |
| Энн притворяется, что ей нравятся походы, и всё идёт хорошо, пока она «не перегибает палку».                                                                                 |            |                                                   |                                       |                                                     |                     |
| 8a | 8a         | «Contagi-Anne» «Заразная Энни»                    | Дерек Кирк Ким                        | Дженава Май                                         | 27 июня 2019        |
| Энн притворяется больной, чтобы уйти с работы, но остальная часть семьи тоже заболевает.                                                                                     |            |                                                   |                                       |                                                     |                     |
| 8б | 8б         | «Family Shrub» «Генеалогический куст»             | Берт Ян                               | Мишель Кэвин                                        | 27 июня 2019        |
| Сприг и Полли думают, что их семейная история скучна, пока они не раскрывают семейные тайны.                                                                                 |            |                                                   |                                       |                                                     |                     |
| 9a | 9a         | «Lily Pad Thai» «Тайские разногласия»             | Дерек Кирк Ким                        | Адам Колас                                          | 1 июля 2019         |
| Энн устраивается на работу в «У Коротышки», превращая закусочную в тайский ресторан.                                                                                         |            |                                                   |                                       |                                                     |                     |
| 9б | 9б         | «Plantar's Last Stand» «Последний стенд Плантара» | Берт Ян                               | Глория Шен                                          | 1 июля 2019         |
| После увеличения арендной платы на продовольственном стенде, Хоп Поп лишается своей семейной лавки.                                                                          |            |                                                   |                                       |                                                     |                     |
| 10a | 10a        | «Toad Tax» «Сбор налогов»                         | Дерек Кирк Ким                        | Мишель Кэвин                                        | 2 июля 2019         |
| Энни оказывает поддержку жабам-солдатам, завоёвывая уважение в Жабьем Бору, но делает ошибку.                                                                                |            |                                                   |                                       |                                                     |                     |
| 10б | 10б        | «Prison Break» «Побег из темницы»                 | Берт Ян                               | Мэтт Брэйли, Джек Феррайоло                         | 2 июля 2019         |
| Вдали от Жабьего Бора, подруга Энни, Саша, захвачена жабами. |            |                                                   |                                       |                                                     |                     |
| 11a | 11a        | «Grubhog Day» «День Хрючика»                      | Дерек Кирк Ким                        | Мишель Кэвин                                        | 3 июля 2019         |
| В течение «Дня Хрючика», Сприг должен решить: выполнить свои обязанности или весело провести время на карнавале.                                                             |            |                                                   |                                       |                                                     |                     |
| 11б | 11б        | «Hop Pop and Lock» «Прыг-скок и Хип-хоп»          | Берт Ян                               | Мэтт Брэйли, Джек Феррайоло                         | 3 июля 2019         |
| Чтобы произвести впечатление на Сильвию Росянку, Хоп Поп просит Энн научить его танцевать.                                                                                   |            |                                                   |                                       |                                                     |                     |
| 12a | 12a        | «Civil Wart» «Киношные войны»                     | Дерек Кирк Ким                        | Дженава Май                                         | 4 июля 2019         |
| Когда Энн показывает Жабьему Бору романтический фильм, город распадается на любовный треугольник.                                                                            |            |                                                   |                                       |                                                     |                     |
| 12б | 12б        | «Hop-Popular» «Популярный Попрыгунчик»            | Дерек Кирк Ким                        | Адам Колас                                          | 4 июля 2019         |
| Потеряв свой стенд, Хоп Поп решает пойти на пост мэра Кочкарника. |            |                                                   |                                       |                                                     |                     |
| 13a | 13a        | «Croak & Punishment» «Преступление и наказание»   | Берт Ян                               | Глория Шен                                          | 8 июля 2019         |
| Когда редкая и драгоценная Раковина Синей Луны Сприга украдена, Сприг и Энн проводят расследование, чтобы найти вора.                                                        |            |                                                   |                                       |                                                     |                     |
| 13б | 13б        | «Trip to the Archives» «Путешествие в архив»      | Берт Ян                               | Мишель Кэвин                                        | 8 июля 2019         |
| Чтобы подготовиться к поиску Энн, Плентеры посещают городской архив и случайно попадают в ловушку.                                                                           |            |                                                   |                                       |                                                     |                     |
| 14a | 14a        | «Snow Day» «Сонный день»                          | Дерек Кирк Ким                        | Мэтт Брэйли, Джек Феррайоло                         | 9 июля 2019         |
| Когда лягушки в Жабьем Бору начинают замерзать от зимнего похолодания, Энни должна защитить их.                                                                              |            |                                                   |                                       |                                                     |                     |
| 14б | 14б        | «Cracking Mrs. Croaker» «Тайны миссис Квакши»     | Берт Ян                               | Дженава Май                                         | 9 июля 2019         |
| В попытке понравиться Миссис Квакша, Сприг выкапывает тайну из её прошлого.                                                                                                  |            |                                                   |                                       |                                                     |                     |
| 15a | 15a        | «A Night at The Inn» «Ночёвка в отеле»            | Дерек Кирк Ким                        | Глория Шен                                          | 10 июля 2019        |
| Плантары остаются на ночь в отеле «Bed and Breakfast», но Полли замечает, что смотрители не те, за кого себя выдают.                                                         |            |                                                   |                                       |                                                     |                     |
| 15б | 15б        | «Wally and Anne» «Уолли и Энни»                   | Берт Ян                               | Адам Колас                                          | 10 июля 2019        |
| Все называют Энн сумасшедшей, когда она утверждает, что видела мифического Человека-Мха.                                                                                     |            |                                                   |                                       |                                                     |                     |
| 16a | 16a        | «Family Fishing Trip» «Семейная рыбалка»          | Дерек Кирк Ким                        | Мишель Кэвин                                        | 11 июля 2019        |
| Сприг хочет провести время с Хоп Попом на их семейной рыбалке, но подруга Хоп Попа, Сильвия, мешает им.                                                                      |            |                                                   |                                       |                                                     |                     |
| 16б | 16б        | «Bizarre Bazaar» «Варварская ярмарка»             | Берт Ян                               | Глория Шен                                          | 11 июля 2019        |
| Музыкальная шкатулка Энн пропадает на таинственном и эксклюзивном «Bizarre Bazaar».                                                                                          |            |                                                   |                                       |                                                     |                     |
| 17a | 17a        | «Cursed!» «Заклятие!»                             | Дерек Кирк Ким                        | Дженава Май                                         | 15 июля 2019        |
| После того, как Энн помогает Спригу расстаться с Мэдди, с ними начинают происходить странные вещи.                                                                           |            |                                                   |                                       |                                                     |                     |
| 17б | 17б        | «Fiddle Me This» «Первая скрипка»                 | Берт Ян                               | Мэтт Брэйли, Джек Феррайоло                         | 15 июля 2019        |
| Когда в Жабьем Бору проходит популярное соревнование талантов, Хоп Поп делает все возможное, чтобы подготовить Сприга к победе.                                              |            |                                                   |                                       |                                                     |                     |
| 18a | 18a        | «The Big Bugball Game» «Большой жукобол»          | Берт Ян                               | Мишель Кэвин                                        | 16 июля 2019        |
| Энн должна узнать ценность командной работы, чтобы выиграть городскую ежегодную игру в жукбол.                                                                               |            |                                                   |                                       |                                                     |                     |
| 18б | 18б        | «Combat Camp» «Лагерь боевых искусств»            | Дерек Кирк Ким                        | Адам Колас                                          | 16 июля 2019        |
| Энн, Сприг и Полли вынуждены остаться в детском саду, но что-то идёт не так.                                                                                                 |            |                                                   |                                       |                                                     |                     |
| 19a | 19a        | «Children of the Spore» «Спорные дети»            | Дерек Кирк Ким                        | Мэтт Брэйли, Джек Феррайоло                         | 17 июля 2019        |
| Жуткое грибное приключение! |            |                                                   |                                       |                                                     |                     |
| 19б | 19б        | «Anne of the Year» «Энни года»                    | Берт Ян                               | Дженава Май                                         | 17 июля 2019        |
| Энн выигрывает престижную премию «Лягушка года» и получает возможность сделать свою собственную вечеринку, но лягушки Кочкарника могут быть не готовы к человеческому стилю. |            |                                                   |                                       |                                                     |                     |
| 20 | 20         | «Reunion» «Воссоединение»                         | Дерек Кирк Ким, Берт Ян, Кайлер Спирс | Адам Колас, Глория Шен, Мэтт Брэйли, Джек Феррайоло | 18 июля 2019        |
| Во время банкета, устроенного жабами, Энни воссоединяется с подругой с Земли.                                                                                                |            |                                                   |                                       |                                                     |                     |

### Сезон 2 (2020—2021)
| № общий | № в сезоне | Название                                                                | Режиссёр                       | Автор сценария                 | Дата премьеры в США |
| --- | ---------- | ----------------------------------------------------------------------- | ------------------------------ | ------------------------------ | ------------------- |
| 21a | 1a         | «Handy Anne» «Энни — золотые руки»                                      | Кайлер Спирс                   | Адам Колас                     | 11 июля 2020        |
| Пока Плантеры готовятся к поездке за пределы долины в столицу Амфибии, Тритонию. Они покидают свой дом на попечение старого фермера, но у Энн другие планы. |            |                                                                         |                                |                                |                     |
| 21б | 1б         | «Fort in the Road» «Дорожные законы»                                    | Джо Джонстон                   | Тодд МакКлинток                | 11 июля 2020        |
| Устав от дорожных правил, придуманных Прыг-Скоком, Энни, Полли и Прутик идут на заброшенный завод                                                           |            |                                                                         |                                |                                |                     |
| 22a | 2a         | «The Ballad of Hopediah Plantar» «Баллада о Попрыгунчике Плантере»      | Дженн Стрикленд                | Мишель Кэвин                   | 18 июля 2020        |
| Попытки Хоп-Попа быть провозглашенными героем имеют неприятные последствия, когда он выступает против неправильной семьи.                                   |            |                                                                         |                                |                                |                     |
| 22б | 2б         | «Anne Hunter» «Энни-охотница»                                           | Кайлер Спирс                   | Дженава Май                    | 18 июля 2020        |
| Энн должна отбросить застенчивость, чтобы узнать истинный путь охотника.                                                                                    |            |                                                                         |                                |                                |                     |
| 23a | 3a         | «Truck Stop Polly» «Полли-дальнобойщица»                                | Джо Джонстон                   | Глория Шен                     | 25 июля 2020        |
| Чувствуя себя недооцененной, Полли вынашивает план, как заставить семью обратить на нее внимание.                                                           |            |                                                                         |                                |                                |                     |
| 23б | 3б         | «A Caravan Named Desire» «Караван "Желание"»                            | Дженн Стрикленд                | Адам Колас                     | 25 июля 2020        |
| 24a | 4a         | «Quarreler's Pass» «Ловец жаб»                                          | Кайлер Спирс                   | Тодд МакКлинток                | 1 августа 2020      |
| 24б | 4б         | «Toadcatcher» «Ловец жаб»                                               | Джо Джонстон                   | Мишель Кэвин                   | 1 августа 2020      |
| 25a | 5a         | «Swamp and Sensibility» «Болота и предубеждения»                        | Кайлер Спирс                   | Глория Шен                     | 8 августа 2020      |
| 25б | 5б         | «Wax Museum» «Музей восковых фигур»                                     | Дженн Стрикленд                | Дженава Май                    | 8 августа 2020      |
| 26 | 6          | «Marcy at the Gates» «Марси у ворот»                                    | Джо Джонстон и Дженн Стрикленд | Адам Колас и Мэтт Брэли        | 15 августа 2020     |
| 27a | 7a         | «Scavenger Hunt» «Королевская головоломка»                              | Кайлер Спирс                   | Тодд МакКлинток                | 22 августа 2020     |
| 27б | 7б         | «The Plantars Check In» «Во дворце и в отеле»                           | Джо Джонстон                   | Мишель Кэвин                   | 22 августа 2020     |
| 28a | 8a         | «Lost in Newtopia» «Затеряться в Тритонии»                              | Дженн Стрикленд                | Дженава Май                    | 29 августа 2020     |
| 28б | 8б         | «Sprig Gets Schooled» «Урок для Прутика»                                | Кайлер Спирс                   | Глория Шен                     | 29 августа 2020     |
| 29a | 9a         | «Little Frogtown» «Малый Жабвилль»                                      | Джо Джонстон                   | Адам Колас                     | 12 сентября 2020    |
| 29б | 9б         | «Hopping Mall» «Торговый центр»                                         | Дженн Стрикленд                | Тодд МакКлинток                | 12 сентября 2020    |
| 30a | 10a        | «The Sleepover to End All Sleepovers» «Скорее бы закончилась вечеринка» | Кайлер Спирс                   | Мишель Кэвин                   | 19 сентября 2020    |
| 30б | 10б        | «A Day at the Aquarium» «Денёк в аквариуме»                             | Джо Джонстон                   | Глория Шен                     | 19 сентября 2020    |
| 31a | 11a        | «Night Drivers» «Ночные гонщики»                                        | Дженн Стрикленд                | Дженава Май                    | 6 марта 2021        |
| 31б | 11б        | «Return to Wartwood» «Возвращение в Жабий Бор»                          | Кайлер Спирс                   | Адам Колас                     | 6 марта 2021        |
| 32 | 12         | «The Shut-In!» «Домоседы поневоле»                                      | Джо Джонстон и Дженн Стрикленд | Тодд МакКлинток и Мишель Кэвин | 17 октября 2020     |
| 33a | 13a        | «Ivy on the Run» «Айви в бегах»                                         | Джо Джонстон                   | Глория Шен                     | 13 марта 2021       |
| 33б | 13б        | «After the Rain» «После дождя»                                          | Кайлер Спирс                   | Дженава Май                    | 13 марта 2021       |
| 34 | 14         | «The First Temple» «Первый храм»                                        | Дженн Стрикленд и Кайлер Спирс | Адам Колас и Тодд МакКлинток   | 20 марта 2021       |
| 35a | 15a        | «New Wartwood» «Новый Жабий Бор»                                        | Джо Джонстон                   | Мишель Кэвин                   | 27 марта 2021       |
| 35б | 15б        | «Friend or Frobo?» «Друг или Гробот?»                                   | Дженн Стрикленд                | Дженава Май                    | 27 марта 2021       |
| 36a | 16a        | «Toad to Redemption» «Жабье искупление»                                 | Кайлер Спирс                   | Глория Шен                     | 3 апреля 2021       |
| 36б | 16б        | «Maddie & Marcy» «Мэдди и Марси»                                        | Джо Джонстон                   | Адам Колас                     | 3 апреля 2021       |
| 37a | 17a        | «The Second Temple» «Второй храм»                                       | Дженн Стрикленд                | Тодд МакКлинток                | 10 апреля 2021      |
| 37б | 17б        | «Barrel's Warhammer» «Гром-молот»                                       | Кайлер Спирс                   | Мишель Кэвин                   | 10 апреля 2021      |
| 38a | 18a        | «Bessie & MicroAngelo» «Бесси и Микро-Анджело»                          | Джо Джонстон                   | Дженава Май                    | 17 апреля 2021      |
| 38б | 18б        | «The Third Temple» «Третий храм»                                        | Дженн Стрикленд                | Глория Шен                     | 17 апреля 2021      |
| 39a | 19a        | «The Dinner» «Званый ужин»                                              | Кайлер Спирс                   | Адам Колас                     | 24 апреля 2021      |
| 39б | 19б        | «Battle of the Bands» «Музыкальные баталии»                             | Джо Джонстон                   | Тодд МакКлинток                | 24 апреля 2021      |
| 40 | 20         | «True Colors» «Маски сорваны»                                           | Дженн Стрикленд и Кайлер Спирс | Мишель Кэвин и Дженава Май     | 22 мая 2021         |

### Сезон 3 (2021—2022)
| № общий | № в сезоне | Название                                                   | Режиссёр                                     | Автор сценария                         | Дата премьеры в США |
| ------- | ---------- | ---------------------------------------------------------- | -------------------------------------------- | -------------------------------------- | ------------------- |
| 41      | 1          | «The New Normal» «Новая реальность»                        | Джо Джонстон и Дженн Стрикленд               | Тодд МакКлинток и Адам Колас           | 2 октября 2021      |
| 42a     | 2a         | «Hop 'Til You Drop» «Прыгай до упаду»                      | Роксанн Коул и Кайлер Спирс                  | Глория Шен                             | 9 октября 2021      |
| 42б     | 2б         | «Turning Point» «Поворотный момент»                        | Джо Джонстон                                 | Дженава Май                            | 9 октября 2021      |
| 43a     | 3a         | «Thai Feud» «Тайская вражда»                               | Дженн Стрикленд                              | Мишель Кэвин                           | 16 октября 2021     |
| 43б     | 3б         | «Adventures in Catsitting» «Приключения кошачьих нянек»    | Роксанн Коул и Кайлер Спирс                  | Тодд МакКлинток                        | 16 октября 2021     |
| 44a     | 4a         | «Fight at the Museum» «Драка в музее»                      | Джо Джонстон                                 | Адам Колас                             | 23 октября 2021     |
| 44б     | 4б         | «Temple Frogs» «Храмовые лягушки»                          | Дженн Стрикленд                              | Глория Шен                             | 23 октября 2021     |
| 45a     | 5a         | «Fixing Frobo» «Починка Гробота»                           | Роксанн Коул и Кайлер Спирс                  | Дженава Май                            | 30 октября 2021     |
| 45б     | 5б         | «Anne-sterminator» «Энни-терминатор»                       | Джо Джонстон                                 | Мишель Кэвин                           | 30 октября 2021     |
| 46a     | 6a         | «Mr. X» «Мистер Икс»                                       | Роксанн Коул и Кайлер Спирс                  | Адам Колас                             | 6 ноября 2021       |
| 46б     | 6б         | «Sprig's Birthday» «День рождения Прутика»                 | Дженн Стрикленд                              | Тодд МакКлинток                        | 6 ноября 2021       |
| 47a     | 7a         | «Spider-Sprig» «Паучок-Прутик»                             | Джо Джонстон                                 | Глория Шен                             | 13 ноября 2021      |
| 47б     | 7б         | «Olivia & Yunan» «Оливия и Юнна»                           | Дженн Стрикленд                              | Дженава Май                            | 13 ноября 2021      |
| 48a     | 8a         | «Hollywood Hop Pop» «Голливуд и Прыг-Скок»                 | Роксанн Коул и Кайлер Спирс                  | Мишель Кэвин                           | 20 ноября 2021      |
| 48б     | 8б         | «If You Give a Frog a Cookie» «Если дать лягушке печеньку» | Джо Джонстон                                 | Тодд МакКлинток                        | 20 ноября 2021      |
| 49      | 9          | «Froggy Little Christmas» «Что такое Рождество?»           | Дженн Стрикленд, Роксанн Коул и Кайлер Спирс | Адам Колас и Дженава Май               | 27 ноября 2021      |
| 50      | 10         | «Escape to Amphibia» «Побег в Амфибию»                     | Джо Джонстон и Дженн Стрикленд               | Глория Шен и Мишель Кэвин              | 19 марта 2022       |
| 51a     | 11a        | «Commander Anne» «Командир Энни»                           | Роксанн Коул                                 | Тодд МакКлинток                        | 26 марта 2022       |
| 51б     | 11б        | «Sprivy» «Пруйви»                                          | Джо Джонстон                                 | Адам Колас                             | 26 марта 2022       |
| 52a     | 12a        | «Sasha's Angels» «Ангелы Саши»                             | Дженн Стрикленд                              | Дженава Май                            | 2 апреля 2022       |
| 52б     | 12б        | «Olm Town Road» «Дорога к протеям»                         | Роксанн Коул                                 | Глория Шен                             | 2 апреля 2022       |
| 53a     | 13a        | «Mother of Olms» «Мать протеев»                            | Джо Джонстон                                 | Мишель Кэвин                           | 9 апреля 2022       |
| 53б     | 13б        | «Grime's Pupil» «Ученик Грима»                             | Дженн Стрикленд                              | Адам Колас                             | 9 апреля 2022       |
| 54a     | 14a        | «The Root of Evil» «Корень зла»                            | Джо Джонстон                                 | Дженава Май                            | 16 апреля 2022      |
| 54б     | 14б        | «The Core & The King» «Ядро и король»                      | Роксанн Коул                                 | Тодд МакКлинток                        | 16 апреля 2022      |
| 55a     | 15a        | «Newts in Tights» «Тритоны в трико»                        | Дженн Стрикленд                              | Глория Шен                             | 23 апреля 2022      |
| 55б     | 15б        | «Fight or Flight» «Бей или беги»                           | Роксанн Коул                                 | Мишель Кэвин                           | 23 апреля 2022      |
| 56a     | 16a        | «The Three Armies» «Три армии»                             | Джо Джонстон                                 | Тодд МакКлинток                        | 30 апреля 2022      |
| 56б     | 16б        | «The Beginning of the End» «Начало конца»                  | Дженн Стрикленд                              | Адам Колас                             | 30 апреля 2022      |
| 57      | 17         | «All In» «Ва-банк»                                         | Роксанн Коул, Джо Джонстон и Дженн Стрикленд | Дженава Май, Глория Шен и Мишель Кэвин | 7 мая 2022          |
| 58      | 18         | «The Hardest Thing» «Самое сложное»                        | Роксанн Коул и Джо Джонстон                  | Адам Колас и Тодд МакКлинток           | 14 мая 2022         |